# Campeonato Mundial de Natação em Piscina Curta de 2010 - Revezamento 4x100 m medley masculino
A prova dos 4x100 metros medley masculino do Campeonato Mundial de Natação em Piscina Curta de 2010 foi disputado em  19 de dezembro em Dubai nos Emirados Árabes Unidos.

## Recordes
Antes desta competição, os recordes mundiais e do campeonato nesta prova eram os seguintes:
| Recorde | Tempo (minuto) | Nacionalidade | Nome                                                                                                   | Local           | Data                   |
| ------- | -------------- | ------------- | --- | --------------- | ---------------------- |
| WR      | 3:19.16        | Rússia        | Stanislav Donets (49.63) Sergey Geybel (56.43) Yevgeny Korotyshkin (48.35) Danila Izotov (44.75)       | São Petersburgo | 20 de dezembro de 2009 |
| CR      | 3:24.29        | Rússia        | Stanislav Donets (50.57) Sergey Geybel (57.93) Evgeny Korotyshkin (49.39) Alexander Sukhorukov (46.40) | Manchester      | 13 de abril de 2008    |

## Medalhistas
| Ouro                                                                                | Prata                                                                                      | Bronze                                                               |
| Estados Unidos · Nick Thoman · Mihail Alexandrov · Ryan Lochte · Garrett Weber-Gale | Rússia · Stanislav Donets · Stanislav Lakhtyukhov · Yevgeny Korotyshkin · Nikita Lobintsev | Brasil · Guilherme Guido · Felipe Silva · Kaio Almeida · César Cielo |

### Eliminatórias
As eliminatórias ocorreram dia 19 de dezembro. Oito nações num total de 21 se classificaram  para a final. 
| Colocação | Bateria | Raia | Nacionalidade          | Nome | Tempo   | Notas |
| --------- | ------- | ---- | ---------------------- | --- | ------- | ----- |
| 1         | 3       | 4    | Rússia                 | Stanislav Donets (49.56) Stanislav Lakhtyukhov (58.41) Nikita Konovalov (50.39) Sergey Fesikov (46.35)    | 3:24.71 | Q     |
| 2         | 2       | 4    | Estados Unidos         | David Plummer (50.95) Mark Gangloff (58.14) Tyler McGill (50.45) Josh Schneider (47.15)                   | 3:26.69 | Q     |
| 3         | 1       | 6    | Alemanha               | Stefan Herbst (46.35) Hendrik Feldwehr (58.50) Benjamin Starke (50.25) Steffen Deibler (46.14)            | 3:26.91 | Q     |
| 4         | 1       | 7    | França                 | Jérémy Stravius (51.02) Hugues Duboscq (58.21) Clément Lefert (51.81) Yannick Agnel (46.12)               | 3:27.16 | Q     |
| 5         | 1       | 5    | Japão                  | Masafumi Yamaguchi (52.07) Naoya Tomita (58.15) Masayuki Kishida (50.30) Takuro Fujii (46.80)             | 3:27.32 | Q     |
| 6         | 1       | 4    | Austrália              | Benjamin Treffers (51.59) Brenton Rickard (58.23) Chris Wright (51.38) Tommaso D'Orsogna (46.57)          | 3:27.77 | Q     |
| 7         | 3       | 5    | Brasil                 | Guilherme Guido (51.63) Henrique Barbosa (58.28) Glauber Silva (51.61) Nicolas Oliveira (47.08)           | 3:28.60 | Q     |
| 8         | 3       | 7    | China                  | Cheng Feiyi (51.85) Wang Shuai (58.22) Chen Weiwu (51.31) Lü Zhiwu (47.71)                                | 3:29.09 | Q     |
| 9         | 1       | 3    | Canadá                 | Jake Tapp (51.31) Paul Kornfeld (58.57) Joe Bartoch (51.70) Richard Hortness (48.34)                      | 3:29.92 |       |
| 10        | 3       | 1    | Itália                 | Mirco di Tora (51.64) Edoardo Giorgetti (59.39) Paolo Facchinelli (52.07) Marco Orsi (47.24)              | 3:30.34 |       |
| 11        | 2       | 5    | Suécia                 | Kristian Kron (54.19) Jakob Dorch (59.10) Lars Frölander (50.46) Mattias Carlsson (48.87)                 | 3:32.62 |       |
| 12        | 2       | 3    | Cazaquistão            | Oleg Rabota (56.33) Vladislav Polyakov (57.64) Rustam Khudiyev (51.36) Artur Dilman (48.76)               | 3:34.09 |       |
| 13        | 2       | 7    | Estónia                | Andres Olvik (53.59) Filipp Provorkov (59.33) Martti Aljand (53.13) Vladimir Sidorkin (48.41)             | 3:34.46 | NR    |
| 14        | 3       | 3    | Colômbia               | Omar Pinzón (53.12) Jorge Murillo (1:01.04) Julio Cesar Galofre (53.51) Juan Cambindo (49.68)             | 3:37.35 |       |
| 15        | 1       | 1    | Noruega                | Lavrans Solli (54.28) Sverre Naess (1:01.94) Alexander Broverg Skeltved (54.11) Thomas Ole Fadnes (48.61) | 3:38.94 |       |
| 16        | 2       | 6    | Taipé Chinesa          | Lin Yu-An (55.40) Chen Cho-Yi (1:03.70) Hsu Chi-Chieh (52.92) Yuan Ping (50.48)                           | 3:42.50 |       |
| 17        | 2       | 1    | Malta                  | Mark Sammut (59.39) Andrea Agius (1:04.36) Neil Agius (57.22) Andrew Chetcuti (50.10)                     | 3:51.07 |       |
| 18        | 2       | 2    | Emirados Árabes Unidos | Al Ghaferi Mohammed (58.04) Mubarak Al Besher (1:03.56) Bakheet Al Jasmi (57.98) Obaid Al Jasmi (52.25)   | 3:51.83 |       |
| 19        | 1       | 2    | Macau                  | Tong Antonio (57.39) Chou Kit (1:07.78) Lao Kuan Fong (56.85) Ngou Pok Man (56.07)                        | 3:58.09 |       |
| -         | 3       | 2    | Quênia                 | | DNS     |       |
| -         | 3       | 6    | Venezuela              | | DNS     |       |

### Final
A final teve sua disputa realizada em 19 de dezembro.
| Colocação         | Raia | Nacionalidade  | Nome | Tempo   | Notas |
| ----------------- | ---- | -------------- | --- | ------- | ----- |
| Medalha de ouro   | 5    | Estados Unidos | Nick Thoman (49.88) Mihail Alexandrov (56.52) Ryan Lochte (49.17) Garrett Weber-Gale (45.42)                  | 3:20.99 | CR    |
| Medalha de prata  | 4    | Rússia         | Stanislav Donets (48.95) CR Stanislav Lakhtyukhov (57.27) Evgeny Korotyshkin (49.39) Nikita Lobintsev (46.00) | 3:21.61 |       |
| Medalha de bronze | 1    | Brasil         | Guilherme Guido (50.69) Felipe França Silva (57.21) Kaio de Almeida (50.09) César Cielo (45.13)               | 3:23.12 | SA    |
| 4                 | 6    | França         | Camille Lacourt (50.23) Hugues Duboscq (57.51) Frédérick Bousquet (50.92) Fabien Gilot (44.94)                | 3:23.60 |       |
| 5                 | 7    | Austrália      | Benjamin Treffers (51.43) Brenton Rickard (56.59) Geoff Huegill (50.46) Matthew Abood (45.98)                 | 3:24.46 |       |
| 6                 | 2    | Japão          | Ryosuke Irie (50.88) Naoya Tomita (57.49) Masayuki Kishida (50.29) Takuro Fujii (47.01)                       | 3:25.67 |       |
| 7                 | 3    | Alemanha       | Stefan Herbst (51.92) Hendrik Feldwehr (57.45) Benjamin Starke (50.38) Steffen Deibler (46.30)                | 3:26.05 |       |
| 8                 | 8    | China          | Cheng Feiyi (51.52) Wang Shuai (57.87) Chen Weiwu (50.86) Lü Zhiwu (47.22)                                    | 3:27.47 |       |

Legenda
| Recorde mundial       | Recorde mundial (World record)               |                       | Recorde africano                      | Recorde africano (African) |                                           | Q | Classificado por posição (Qualified) |
| Recorde do campeonato | Recorde do campeonato (Championship record)  | Recorde da América    | Recorde da América (Americas)         | q                          | Classificado por melhor tempo (Qualified) |   |                                      |
| Melhor marca do ano   | Melhor marca do ano (World leading)          | Recorde asiático      | Recorde asiático (Asian)              | DNS                        | Não largou (Did not start)                |   |                                      |
| Recorde nacional      | Recorde nacional (National record)           | Recorde europeu       | Recorde europeu (European)            | DNF                        | Não terminou (Did not finish)             |   |                                      |
| Recorde pessoal       | Recorde pessoal do atleta (Personal best)    | Recorde da Oceania    | Recorde da Oceania (Oceania)          | DSQ / DQ                   | Desclassificado (Disqualified)            |   |                                      |
| Recorde da temporada  | Recorde da temporada do atleta (Season best) | Recorde sul-americano | Recorde sul-americano (South America) | NM                         | Sem marca (No mark)                       |   |                                      |